# تي سي إل تكنولوجي
شركة تي سي إل (بالإنجليزية: TCL؛ بالصينية: 集團)، شركة الكترونيات صينية دولية، يقع مقرها في هويزو، غوانغدونغ، تطور وتصنع أجهزة كهربائية 2003 والكترونية كأجهزة التلفاز، الهواتف النقالة، مكيفات الهواء، الغسالات والثلاجات.

## تاريخ الشركة
أسست الشركة في عام 1981 في مدينة هويزو، الصينية باسم تي تي كي (بالإنجليزية: TTK) شركة مصنعة لشرائط الكاسيت. في عام 1985 وبعد تعرضها للمسائلة القانونية غُير اسم الشركة إلى تي سي إل (بالإنجليزية: TCL؛ اختصاراً لـ: Telephone Communication Limited).
- في أبريل 2004، أعلنت الشركة عن شراكتها مع شركة الكاتل بصناعة هواتف نقالة، وساهمت الشركة بخمسة وخمسون مليون يورو مقابل حصة 55%.[9]

## وصلات خارجية
- الموقع الرسمي